# Edward Löwe
Edward Löwe, född 1 oktober 1778, död 9 juli 1822 i Jakob och Johannes församling, Stockholms stad, var en cellist vid Kungliga hovkapellet.

## Biografi
Edward Löwe föddes 1 oktober 1778. Han anställdes den 1 september 1815 som cellist vid Kungliga hovkapellet i Stockholm.  Han avled 9 juli 1822 i Jakob och Johannes församling, Stockholm. Vid Löwes död var hans ända levande släkting en syster, boende i Hamburg.